# Comuna Zamostea, Prîlukî
Zamostea (în ucraineană Замостя) este o comună în raionul Prîlukî, regiunea Cernihiv, Ucraina, formată din satele Hustînea, Kapustînți, Mațiivka și Zamostea (reședința).

## Demografie
Componența lingvistică a comunei Zamostea
     Ucraineană (95,84%)
     Rusă (3,57%)
     Alte limbi (0,59%)
Conform recensământului din 2001, majoritatea populației comunei Zamostea era vorbitoare de ucraineană (95,84%), existând în minoritate și vorbitori de rusă (3,57%).